# CANDLE LIGHT
「CANDLE LIGHT」（キャンドル・ライト）は、織田哲郎 & ANRIのシングル。 2002年12月4日に、cutting edgeから発売された。

## 解説
麒麟麦酒「氷結・アップルヌーボー」CMソング。前作のシングル「キズナ」以来2年半振りに、織田がANRIとのデュエットによりリリースしたクリスマスソング。織田はドラム・プログラミングを使用して演奏した。本作のみ、織田のレーベルZOOTRECでの発売ではない。織田作品唯一のコピーコントロールCDであることから翌年2003年に織田はエイベックスから離脱。3年間インディーズで活動。理由はコピーコントロールCDに反対していることであるが導入したエイベックスについて批判・問題視をした発言は一切していない。

## 収録曲
1. CANDLE LIGHT
作詞：ANRI　作曲･編曲：織田哲郎
ストリングス･ホーンアレンジ:織田哲郎･竹内基明
2. CANDLE LIGHT(without ANRI)
3. CANDLE LIGHT(without Tetsuro Oda)
4. CANDLE LIGHT(inst.)

## 参加ミュージシャン
- 美久月千晴 - ベース
- 島健 - エレクトリックピアノ